# 김요셉

## 클럽 경력
김요셉은 안산시와 연고 구단의 유소년 팀 출신으로, 2025년 신인으로 1군에 승격하여 정식 선수로 등록되었다.

## 프로 데뷔 및 활약
2025시즌 K리그2 정규 라운드에 엔트리 등록되었으며, 벤치 명단에 자주 포함되며 경험을 쌓고 있다.  
지역 기반 참여 활동에도 적극적으로 참여하며 팀의 미래 수비 자원 중 하나로 기대된다.

## 특징
178cm 키에 준수한 체격과 수비 집중력을 바탕으로 공중볼 경합에 강점을 가진 센터백이다.  
또한 지역 행사 등 구단 커뮤니티 활동에도 활발히 참여하며 팬 친화적인 면모를 보이고 있다.

## 기타
2025년 6월 ‘그린스쿨’ 지역 밀착 활동에 참여해 어린 팬들과 소통하는 모습을 보였으며, 이후에도 지역 커뮤니티 행사에 지속적으로 포함되고 있다.